# Жербекур
Жербеку́р (фр. Gerbécourt) — коммуна во французском департаменте Мозель региона Лотарингия. Относится к кантону Шато-Сален.

## География
Жербекур расположен в 39 км к юго-востоку от Меца. Соседние коммуны: Вакси и Ваннкур на северо-востоке, Бюрльонкур, Пюттиньи и Обрек на востоке, Любекур, Амелекур и Шато-Сален на юге, Френ-ан-Сольнуа на западе, Ланёввиль-ан-Сольнуа и Фонтени на северо-западе.

## История
- Деревня долины Вакси исторической области Сольнуа.
- Относилась к аббатству Горз, затем к приорату Салонн.

## Демография
По переписи 2007 года в коммуне проживало 107 человек.

## Достопримечательности
- Остатки древнеримской усадьбы.